# Pola Illéry
Pola Illéry (18 de diciembre de 1909–19 de octubre de 1993) fue una actriz cinematográfica rumana de la época del cine mudo y de los primeros años del sonoro.

## Biografía
Su verdadero nombre era Paula Iliescu, y nació en Corabia, Rumanía, en el seno de una familia de judía de clase media.
Illéry actuó en varios filmes franceses en las décadas de 1920 y 1930, destacando de entre ellos el dirigido por René Clair Bajo los techos de París (1930) y Parada Paramount, una versión rumana de la película Paramount on Parade (1930), rodada en París por Paramount Pictures. Posiblemente su última actuación tuvo lugar en 1940 en Tobie est un ange.
Con la llegada del Nazismo Illéry emigró a los Estados Unidos para evitar la persecución religiosa, y durante la Segunda Guerra Mundial trabajó como enfermera voluntaria de la Cruz Roja. En 1946 se nacionalizó estadounidense, y al año siguiente se casó con Daniel Alpert, un matrimonio que dio 4 hijos y que duró 52 años, hasta la muerte en 1993 de Illéry.

## Filmografía
- 1928 : Le Désir, de Albert Durec
- 1929 : Le Capitaine Fracasse, de Alberto Cavalcanti y Henry Wulschleger
- 1930 : Parada Paramount, de Charles de Rochefort (versión rumana de Paramount on Parade)
- 1930 : Bajo los techos de París, de René Clair
- 1930 : Illusions, de Lucien Mayrargue
- 1931 : Le Petit Chaperon rouge, de Alberto Cavalcanti
- 1931 : Televisiune, de Phil D'Esco y Jack Salvatori (en Rumanía)
- 1931 : Un homme en habit, de René Guissart
- 1933 : L'Ange gardien, de Jean Choux
- 1933 : Au pays du soleil, de Robert Péguy
- 1933 : Quatorze Juillet, de René Clair
- 1934 : Taxi de minuit, de Albert Valentin
- 1934 : La Rue sans nom, de Pierre Chenal
- 1938 : Der Tiger von Eschnapur, de Richard Eichberg
- 1938 : Das indische Grabmal, de Richard Eichberg